# Rollenspielsystem
Ein Rollenspielsystem (im Kontext auch häufig einfach System genannt) ist ein Regelwerk für ein Rollenspiel. Es ist die Aufgabe des Rollenspielsystems, den Spielern einen Rahmen für einen geregelten Ablauf zu geben.
Die meisten Systeme nutzen Spielwürfel und/oder Spielkarten als Zufallskomponente bei der Auswertung, ob eine Aktion gelungen oder missglückt ist und welchen Effekt die Aktion hat. Häufig kommt noch ein Vergleich mit einer oder mehreren situationsabhängigen Tabellen hinzu, welche die Zufallskomponente für die jeweilige Situation interpretieren. Andere Systeme beschränken sich ausschließlich auf die rhetorische Beweisführung und Kreativität der Mitspieler.

## Entstehung
Regelwerke für Rollenspiele entwickelten sich aus der Simulation historischer Schlachten, bei denen nach Wegen gesucht wurde, Eigenschaften der beteiligten Soldaten (z. B. Erfahrung, Spezialkenntnisse, Ermüdung) zu simulieren. Später wurden diese Systeme ausgebaut und vor allem in Fantasywelten übertragen, um den Mitspielern zu ermöglichen, Eigenschaften ihrer Charaktere zu bestimmen und darzustellen.
Während Rollenspielsysteme in ihren Anfängen ausschließlich und bis heute hauptsächlich für die direkte Interaktion von Mitspielern in Form von Pen-and-Paper- oder Live-Rollenspielen entwickelt wurden, wurden sie später auch für sogenannte Soloabenteuer oder Computer-Rollenspiele angepasst.

## Inhalte
Rollenspielsysteme sind häufig sehr umfangreich und können mehrere Bücher umfassen. Sie müssen vor allem vom Spielleiter beherrscht werden, da es seine Aufgabe ist, die korrekte Umsetzung des Regelwerks zu gewährleisten.

### Charaktererschaffung
Ein Rollenspielcharakter (auch Spielercharakter oder kurz SC) ist die Figur, die von einem Spieler während eines Rollenspiels dargestellt wird. Diese Figuren verfügen üblicherweise über Eigenschaften (angeborene und erlernte). Es gibt dabei verschiedene Ansätze zur Regelung, wie die Spielfiguren für das weitere Spiel erstellt werden:
- Zufallsprinzip: Hierbei werden die Eigenschaften der Figur anhand von Würfeln und/oder Karten unter Zuhilfenahme von Tabellen zufällig bestimmt
- Punkteverteilung: Hierbei erhält der Spieler eine vorgegebene Anzahl an Punkten, die anhand der Regeln auf die verschiedenen Eigenschaften verteilt werden und dann mittels Tabellen in Werte umgerechnet werden.

Viele Rollenspielsysteme verwenden auch eine Mischung aus beiden Möglichkeiten, indem bestimmte Eigenschaften dem Zufallsprinzip unterliegen, während andere durch Punkteverteilung bestimmt werden.
Die Charaktererschaffung beinhaltet üblicherweise eine Anzahl an weitgehend angeborenen Fähigkeiten (häufig im Spielkontext Attribute genannt) und eine Anzahl von erlernten Fertigkeiten. Angeborene Fähigkeiten sind häufig einige wenige grundlegende körperliche und geistige Eigenschaften (meist 4 bis 10 verschiedene, z. B. Stärke, Geschick, Intelligenz usw.), während es eine große Anzahl an mehr oder weniger leicht erlernbaren Fertigkeiten gibt.
Die Auswahl an Attributen und Fertigkeiten wird meist durch verschiedene Wahlmöglichkeiten beeinflusst, wie z. B. Rassen-, Volks-, Klassen- oder Kastenzugehörigkeit. Das Rollenspielsystem definiert, wie diese verschiedenen Eigenschaften voneinander abhängen und sich gegenseitig beeinflussen. Je nach System bedingt die Wahl einer bestimmten Eigenschaft die Wahlmöglichkeiten für eine oder mehrere andere.

### Interaktion mit der Spielwelt
Weiterhin gibt das Rollenspielsystem vor, wie die Figuren mit ihrer Umwelt (der Spielwelt) interagieren können, z. B. durch Kampf, Verhandlung, körperliche oder geistige Anstrengung, ob es möglich ist Magie zu wirken, bestimmte technische Apparaturen zu verwenden oder selbst zu entwickeln usw. Bei jeder dieser Interaktionen (meist einfach als Aktion oder Handlung bezeichnet) muss bestimmt werden, welche Konsequenz die Handlung hat. Je nach System gibt es auch hier Ansätze zur zufälligen, erzählten oder errechneten Bestimmung und häufig eine Mischung dieser Ansätze. Grundlage sind in der Regel die Attribute und Fertigkeiten, eventuelle Modifikatoren sowie ein Zufallsfaktor meist in Form von Würfeln, seltener auch Karten, und Tabellen.

### Weiterentwicklung von Figuren
In den allermeisten Fällen geben Rollenspielsysteme auch vor, unter welchen Bedingungen es erlaubt ist, die Fähigkeiten und/oder Fertigkeiten von Charakteren zu verändern (üblicherweise zu verbessern), worin ein Teil der Belohnung für ein erfolgreiches Spiel gesehen wird. Auch hier gibt es Ansätze mit Zufallsfaktor (z. B. Call of Cthulhu), aber die meisten Systeme geben hier ein Schema zur Punkteverteilung oder einfach eine Tabelle für die angesammelten Punkte vor. Anhand der Regeln wird dann bestimmt, um wie viel sich welche Eigenschaften ändern.

### Die Spielwelt
In den meisten Fällen enthält das Rollenspielsystem auch die Spielwelt (Naturgesetze, Bevölkerung, Länder, verfügbare Technik, Magie, Götter etc.). In diesen Fällen sind Spielwelt und System eng miteinander verknüpft und nicht klar zu trennen. In den allerwenigsten Fällen werden aber im System konkrete Orte und Handlungsstränge (Kampagnen) vorgeschlagen. Daneben gibt es auch sogenannte universelle Systeme, die auf verschiedene Spielwelten anwendbar sind und damit per definitionem keine Vorgabe für die Spielwelt machen.

### Regelschwerpunkte in Rollenspielsystemen
Verschiedene Systeme gewichten verschiedene Aspekte des Spiels in unterschiedlicher Weise, was sich über die Regeln zu diesen Aspekten manifestiert. In den meisten Fällen sind die Bereiche eines Rollenspielregelwerks am feinsten ausgearbeitet, auf die während des Spiels am meisten Wert gelegt wird. Häufig heißt das, dass in diesen Bereichen die Reglementierung am strengsten oder am umfangreichsten ist.

## Würfelsysteme
In den meisten Rollenspielsystemen beruhen die Regeln zur Interaktion eines Charakters mit der Spielwelt auf den Werten seiner Attribute und/oder Fertigkeiten, eventuellen Modifikatoren (z. B. um die Schwierigkeit einer Aktion auszudrücken) und einem Zufallsfaktor in Form eines Würfelsystems. Eine verbreitete Unterscheidung besteht dabei zwischen Ein-Würfel-Systemen und Pool-Systemen. Bei Ein-Würfel-Systemen müssen die aus Attributen/Fertigkeiten und Modifikatoren errechneten Werte beim Wurf eines Würfels „unterwürfelt“ oder „überwürfelt“ werden. Dazu werden die für viele Rollenspiele typischen Würfel in Form platonischer Körper verwendet, abgekürzt jeweils mit W (oder englisch D für die = „Würfel“): W20, W12, W8, der bekannte W6 oder W4. Der nicht-platonische W10 kann bei doppeltem Einsatz, für die Zehner- und die Einer-Stelle, auch als Prozentwürfel oder W100 eingesetzt werden. Bei Poolsystemen dagegen werden mehrere Würfel, meist mehrere W6, gleichzeitig geworfen, z. B. in Höhe des Attributwertes. Auch hier werden Werte unter- oder überwürfelt, die Augenzahlen werden jedoch nicht einfach addiert, sondern es können z. B. nur die besten Würfe gezählt werden, oder es ist die Anzahl der jeweils über-/unterwürfelten Erfolge entscheidend. Bei „explodierenden Würfeln“ darf bei Erwürfeln eines bestimmten hohen Wertes (z. B. 6 beim W6) ein weiteres Mal zur weiteren Verbesserung des Ergebnisses gewürfelt werden.

## Bekannte Rollenspielsysteme
- Das Schwarze Auge (DSA)
- Dungeons and Dragons (D&D)
- GURPS, ein universelles System
- Shadowrun (SR)
- World of Darkness (WoD)

## Gegenüberstellung von Pen-&-Paper-Rollenspielsystemen

### Allgemein
| Spielsystem\wichtige Eigenschaften | Genre                                               | Stufenbasiert                                                      | Würfelsystem              | explodierende Würfel           | Charaktererschaffung |
| ---------------------------------- | --------------------------------------------------- | ------------------------------------------------------------------ | ------------------------- | ------------------------------ | --- |
| Aborea                             | Fantasy                                             | ja                                                                 | W10                       | ja                             | Kaufsystem, Völkermodifikationen/-einschränkungen, Berufswahl beeinflusst Fertigkeitenauswahl und Entwicklung der Trefferpunkte                                                           |
| Das Schwarze Auge (DSA)            | Fantasy                                             | - DSA 5: nein - DSA 4.1: nein - DSA 4.0: teilweise - DSA 1 – 3: ja | W6, W20                   | nein                           | DSA 4.0: Kaufsystem, wobei Eigenschaften, Vorteile und Professionen die Kaufkraft mindern, während Nachteile die Kaufkraft erhöhen                                                        |
| Dungeonslayers                     | Fantasy                                             | ja                                                                 | W20                       | nein (als Sonderregel möglich) | Schlichtes Auswahlsystem in feste Klassen ohne große Individualisierungsmöglichkeiten, außer evtl. dem Rassenbaukasten                                                                    |
| Earthdawn                          | Fantasy (postapokalyptisch)                         | ja                                                                 | W4, W6, W8, W10, W12, W20 | ja                             | Kauf- oder Würfelsystem, Rassenmodifikationen/-einschränkungen, Disziplinwahl beeinflusst Fertigkeiten- und Talentauswahl und Entwicklung der Trefferpunkte                               |
| Shadowrun (SR)                     | Science-Fiction (Cyberpunk) mit High-Tech und Magie | nein                                                               | W6                        | ja                             | Kaufsystem, in SR 4 und SR 5 Prioritätssystem für Charakteraspekte, Rassenmodifikationen/-einschränkungen, nicht restriktive Klassen („Archetypen“), Fertigkeiten unabhängig von Archetyp |
| Splittermond                       | Fantasy                                             | nein                                                               | W6, W10                   | nein                           | Kaufsystem, Völkermodifikationen/-einschränkungen, Berufswahl beeinflusst Fertigkeitenauswahl und Entwicklung der Trefferpunkte                                                           |

### Bestimmen des Erfolges von Interaktionen mit der Spielwelt
| Spielsystem\wichtige Eigenschaften | Probe/Manöver bestehen | Patzer/Unbedingter Misserfolg                                                                               | Herausragender Erfolg           | Wirkung „Patzer“                                                                           | Wirkung „herausragender Erfolg“                                   |
| ---------------------------------- | --- | --- | ------------------------------- | ------------------------------------------------------------------------------------------ | ----------------------------------------------------------------- |
| Aborea                             | W10 + Fertigkeitsrang + Attributsbonus/-malus ≥ Schwierigkeitswert | gibt es nicht                                                                                               | gesamtergebnisabhängig          | n/a                                                                                        |                                                                   |
| Das Schwarze Auge                  | DSA 1: Unterwürfeln der eigenen Fertigkeit mit W20, ggf. mit Modifikatoren | gibt es |                                 |                                                                                            |                                                                   |
| Dungeonslayers                     | Unterwürfeln der eigenen Fertigkeit mit W20, wobei man jeden vollen W20 einen zusätzlichen Würfel bekommt und die zählende Reihenfolge der Würfe beliebig anordnen kann | gibt es |                                 | weitere Nachteile, Eigengefährdung, Eigenschaden                                           | Doppelter Schaden, Entwaffnen, weitere mögliche positiven Effekte |
| Earthdawn                          | | |                                 | weitere Nachteile, Eigengefährdung, Eigenschaden                                           |                                                                   |
| Shadowrun                          | Dem Spieler stehen durch seine Eigenschaften eine bestimmte Anzahl W6 für Proben zur Verfügung. - SR 4: Der Mindestwert gibt die Anzahl der Würfel, mit denen er den Schwierigkeitswert überwürfeln muss. Der Spielleiter bestimmt also Schwierigkeitswert und Mindestwurf, wobei er den Würfelpool modifizieren darf. - SR 3.01: Mit dem Würfelpool muss man einen Schwierigkeitswert überwürfeln, wobei jeder Würfel für sich steht. Die Anzahl der erreichten Mindestwerte bestimmt die Güte des Erfolgs. | gibt es SR 4: Hälfte oder mehr der Würfel sind 1. Besonderer Misserfolg, falls dazu kein Würfel über 4 ist. | SR 4: Alle Würfel sind 5 oder 6 | Probe misslingt, abhängig von der Stärke des Patzers weitere negative Effekte              | Probe gelingt, zusätzliche positive Effekte                       |
| Splittermond                       | 2W10 + Fertigkeitswert >= Schwierigkeitswert | 2 oder 3 gewürfelt                                                                                          | 19 oder 20 gewürfelt            | Probe auf jeden Fall misslungen, Vermindern um 3 Erfolgsgrade: Anwenden der Patzertabellen | Erhöhen Erfolgsgrad um 3, falls Probe gelungen                    |

### Physischer Kampf
| Spielsystem\wichtige Eigenschaften | Kampfablauf    | Initiative beim Kampf | Treffergenauigkeit im bewaffneten Kampf                                                                        | Aktive Verteidigung                                      | Schaden durch Waffen                          | Schadensheilung                                           |
| ---------------------------------- | -------------- | --- | --- | -------------------------------------------------------- | --------------------------------------------- | --------------------------------------------------------- |
| Aborea                             | rundenbasiert  | Charakter mit höchstem Initiativewert beginnt, bei Gleichheit fängt der mit dem höheren Würfelwurfergebnis an | Angriffswert (= W10 + Fertigkeitsrang + Attributsbonus/-malus) >= Verteidigungswert (= 5 + Basisrüstungsbonus) | nein                                                     | Angriffwert - Verteidigungswert + Waffenbonus | Zeit, Zauber, Gegenstände                                 |
| Das Schwarze Auge                  | rundenbasiert  | DSA 1: Höchster „Mut“-Wert | DSA 1: Unterwürfeln des eigenen „Attacke“-Wertes                                                               | Ja                                                       | Würfelwert + Waffenwert + Modifikatoren       |                                                           |
| Dungeonslayers                     | rundenbasiert  | Höchste Initiative, dann der Reihe nach | Ein Angriffswurf, der gleichzeitig den Schaden ergibt                                                          | Ja, erwürfeltes Abwehrergebnis reduziert 1:1 den Schaden | Wird auf den Angriffswurf addiert             | Schnell, wirksame Heilzauber, „Durchschnaufen“ nach Kampf |
| Earthdawn                          | rundenbasiert  | Jeder Charakter hat einen bestimmten Initiativwert, der in eine Würfelanweisung übersetzt wird. Der Charakter mit dem höchsten Wurf beginnt, dann absteigend die anderen.                                                                                        | |                                                          |                                               |                                                           |
| Shadowrun                          | rundenbasiert  | SR 4: Reaktion + Intuition + [Reaktion + Intuition]W6 | [Attribut + Fertigkeit+ Modifikatoren]W6 >= [Reaktion + (mögliche Fertigkeit) + Modifkator] W6                 | Ja (Ausweichen)                                          | Grundwerte der Waffe + Netto-Erfolge          | Zeit, Zauber (beschränkt)                                 |
| Splittermond                       | kontinuierlich | Es fängt an, wer am wenigsten Ticks auf der Leiste hat; bei Gleichstand mahlt zuerst, wer zuerst kam. Anfangswert: Initiativwert - W6 +/- Modifikatoren; jede Aktionsart setzt den Charakter auf der Tickleiste weiter, je schwieriger die Aktion, desto weiter. | Probe auf Kampffertigkeit >= Verteidigungswert                                                                 | optional                                                 | nur waffenabhängig                            | Zeit, Zauber, Gegenstände                                 |

### Magie und Zauberei (sehr vereinfacht)
| Spielsystem\wichtige Eigenschaften | Einschränkungen | Spruchzauberei | Energiespeisung |
| ---------------------------------- | --- | --- | --- |
| Aborea                             | berufsabhängige Vor- oder Nachteile, aber keine grundsätzlichen Einschränkungen                                                                | Zauber erlernen, Zauber wirken (Probe nur für gezielten (Kampf-)Zauber); magische Energie abbuchen                                                                                                 | Charakterspezifisches Reservoir, das mit Spruchzaubern erschöpft                                                                                |
| Das Schwarze Auge                  | | | Charakterspezifisches Reservoir, das mit Spruchzaubern erschöpft                                                                                |
| Dungeonslayers                     | Fest an gewählte Klasse gebunden, Abklingzeit der Zauber, dafür kein Manasystem                                                                | Zauber erlernen, Zauber wechseln (erfordert Probe), alle Zauber in einer Runde gecastet | Unendlich, dafür Abklingzeit der Zauber von einer Runde über „pro Kampf einmal“ bis zu 24h                                                      |
| Earthdawn                          | Spruchmagie auf bestimmte Disziplinen, die später aufgenommen werden können, beschränkt; Talente (magisch „gespeiste“ Fertigkeiten) haben alle | Zauber erlernen, in Matrizen laden (wenn unter Zeitdruck mit Probe), Probe ablegen, Effekt bestimmen; rohe Magie (ohne Lernen und Matrix, mit hoher (Eigen-)gefährdung); magische Energie abbuchen | Charakterspezifisches Reservoir, das mit Spruchzaubern erschöpft bzw. verzehrt wird (durch Verschnaufpausen oder Ruhephasen wieder herstellbar) |
| Shadowrun                          | keine, aber nicht nachträglich erlernbar | Zauber erlernen, Kraft bestimmen, Probe ablegen, magischer Belastung widerstehen | kein Reservoir, Zaubern führt zu Erschöpfung bzw. physischem Schaden, diesem muss widerstanden werden                                           |
| Splittermond                       | keine | Zauber erlernen, Probe auf Magierschule gegen Schwierigkeit ablegen, Fokus als erschöpft, verzehrt oder kanalisiert kennzeichnen                                                                   | Charakterspezifisches Reservoir, das mit Spruchzaubern erschöpft                                                                                |

### Anderes
| Spielsystem\wichtige Eigenschaften | Besonderheit 1                                                               | Besonderheit 2 | Besonderheit 3 | Weitere Links                                                                     |
| ---------------------------------- | ---------------------------------------------------------------------------- | -------------- | -------------- | --------------------------------------------------------------------------------- |
| Aborea                             | gewisse Zauber erlauben das Erhöhen der Wirkung durch höheren Energieeinsatz |                |                | - aborea.de - forum.13mann.de (Memento vom 12. Dezember 2011 im Internet Archive) |
| Das Schwarze Auge                  | Karmaenergie für Götterdiener                                                |                |                | - ulisses-spiele.de - wiki-aventurica.de                                          |
| Earthdawn                          | teilweise Karmapunkt zur Effektsteigerung                                    |                |                | - ulisses-spiele.de - earthdawn-wiki.de                                           |
| Shadowrun                          |                                                                              |                |                | - shadowrun6.de - shadowrun5.de - shadowhelix.pegasus.de - shadowiki.de           |
| Splittermond                       | Fokuspunkte zur Effektsteigerung                                             |                |                | - splittermond.de - splitterwiki.de                                               |

## Eigene Rollenspielsysteme
In vielen Spielgruppen werden die Regeln eines Systems den Erfordernissen der Gruppe angepasst. Dies geschieht zum Teil durch Auslegung der Regeln durch den Spielleiter, andererseits durch Absprache neuer oder veränderter Regeln. Aus dieser Praxis können sich im Laufe der Zeit vollkommen eigene Rollenspielsysteme entwickeln, die sich sowohl in Bezug auf die Regeln als auch auf die Spielwelt vom Ausgangsspiel wesentlich unterscheiden. Manche dieser Systeme werden schließlich veröffentlicht und bilden neue Standards für weitere Spielergruppen. Eine Sammlung freier Rollenspiele, die beinahe alle auf diese Art entstanden sind, bietet das Projekt Odyssee.